# Franz Xaver Trenkle

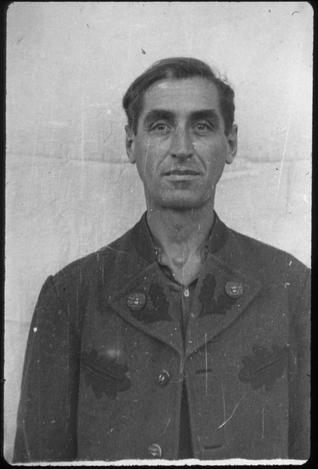
Franz Xaver Trenkle in amerikanischer Internierung. Aufnahme von 1945.

Franz Xaver Trenkle (* 2. August 1899 in Pfronten; † 28. Mai 1946 in Landsberg am Lech) war ein deutscher SS-Hauptscharführer und als stellvertretender Schutzhaftlagerführer des KZ Dachau und Schutzhaftlagerführer des KZ Bergen-Belsen eingesetzt.

## Leben
Trenkle, verwitwet und Vater von vier Kindern, trat zum 1. Februar 1932 der SS bei (SS-Nummer 23.127). Ab November 1933 wurde Trenkle im KZ Dachau eingesetzt und fungierte dort als Blockführer bis zum Frühjahr 1936. Anschließend war Trenkle Kommandoführer in mehreren Außenlagern des KZ Dachau. Ab Mai 1938 war Trenkle Kommandoführer im Außenlager St. Gilgen am Wolfgangsee, fälschlicherweise auch als St. Wolfgang bezeichnet. Dort überwachte er mit zwei weiteren SS-Männern zunächst zehn KZ-Häftlinge, die dort für den Lagerkommandanten Hans Loritz eine Privatvilla errichten sollten. Zum 1. Mai 1939 wurde er zum Hauptscharführer befördert. Nach der Errichtung des KZ Neuengamme wurde Trenkle dort 1940 Rapportführer und anschließend wahrscheinlich in das KZ Sachsenhausen versetzt. Im November 1942 kehrte er zum Lagerdienst in das KZ Dachau zurück und war dort Rapportführer und stellvertretender Schutzhaftlagerführer bis zum März 1944. Anschließend war Trenkle Schutzhaftlagerführer im KZ Bergen-Belsen bis Anfang Januar 1945. Vom 6. Januar 1945 an fungierte Trenkle wieder als Kommandoführer und überwachte KZ-Häftlinge im KZ-Außenlager Lauingen des KZ Dachau in Lauingen. Von Anfang April 1945 bis zum 29. April 1945 war Trenkle Kommandoführer des KZ-Außenlagers München-Riem (SS-Reit- & Fahrschule) der Organisation Todt.
Nach Kriegsende wurde Trenkle verhaftet, am 15. November 1945 im Dachau-Hauptprozess, der im Rahmen der Dachauer Prozesse stattfand, als Kriegsverbrecher von einem US-amerikanischen Militärgericht angeklagt und am 13. Dezember 1945 wegen der „Mithilfe und Teilnahme an den Verbrechen im KZ Dachau“ mit fünfunddreißig weiteren Mitangeklagten zum Tod durch den Strang verurteilt. Beim Urteil wurden als individuelle Exzesstaten bei Trenkle die Durchführung von durch die Gestapo angeordnete Exekutionen sowie die Misshandlung und Tötung von Häftlingen berücksichtigt. Das Urteil wurde am 28. Mai 1946 im Kriegsverbrechergefängnis Landsberg vollstreckt.